# Vitali Khmelnitski
Vitali Khmelnitski (ucraïnès: Віталій Григорович Хмельницький)  (Tymoshivka, 12 de juny de 1943 - Kíiv, 13 de febrer de 2019) fou un futbolista rus de les dècades de 1960 i 1970.
Fou 20 cops internacional amb la selecció de futbol de la Unió Soviètica amb la qual participà a la Copa del Món de Futbol de 1970.
Pel que fa a clubs, destacà a FC Xakhtar Donetsk i FC Dinamo de Kíev.
Trajectòria com a entrenador:
- 1973–1974 Granit Cherkasy
- 1978–1979 Kryvbas Kryvyi Rih